# Mongalla-Gazelle
Die Mongalla-Gazelle (Eudorcas albonotata) ist eine Art der Gazellen, die im Südsudan östlich des Nils vorkommt und dort offene Grasländer und Savannen bewohnt. Sie stellt eine mittelgroße Gazellenart dar, deren Lebensweise nur wenig erforscht ist. Der Bestand wird als nicht gefährdet angesehen.

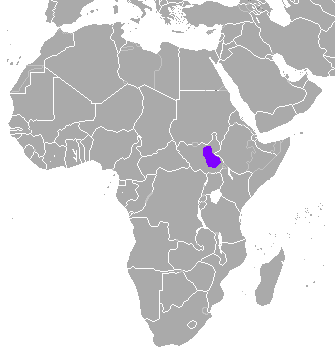
Das Verbreitungsgebiet der Mongalla-Gazelle im östlichen Südsudan

## Merkmale
Die Mongalla-Gazelle ist eine mittelgroße Gazelle mit einer Schulterhöhe von etwa 63,5 cm und einem Gewicht von 23 bis 27 kg. Sie ähnelt äußerlich den Thomson-Gazellen und der Rotstirngazelle. Der Rücken erscheint weniger rötlich getönt, sondern mehr ockerfarben, der Bauch und das Gesäß sind weißlich, der kurze Schwanz ist dunkel. Der seitliche, dunkle Streifen, der die Rücken- und Bauchfärbung voneinander trennt, ist im Gegensatz zu dem der Rotstirngazelle sehr breit und wird nur von einem schmalen, rotbraunen Schattenband darunter begleitet. Am Gesäß treten seitlich der weißlichen Färbung teilweise etwas dunklere Streifen auf. Die Stirn zeigt sich zumeist weißlich, ebenso der Ring um die Augen, der dunkle Nasenflecken ist prominent. Die Ohren enden spitz. Die Hörner haben eine deutliche horizontale Riffelung. Sie sind nach hinten und nach oben geschwungen, die Spitzen leicht nach innen orientiert. Im Vergleich zu den Thomson-Gazellen werden sie nicht ganz so lang und weisen eine stärkere Krümmung nach vorn auf. Das längste bekannte Horn maß 35,6 cm. Bei Weibchen sind die Hörner deutlich kürzer, ihre Länge liegt bei etwa 50 % der Hörner der Männchen.

## Verbreitung
Die Mongalle-Gazelle ist in den Schwemmebenen und Savannengebieten des Südsudan östlich des Nils verbreitet. Das Vorkommen reicht im Westen bis nach Jonglei, im Osten bis zur äthiopischen Provinz Illubabor, Informationen über die dortige Population liegen aber kaum vor. Die Süd-Nord-Ausdehnung des Verbreitungsgebietes erstreckt sich von Mongalla bis nach Malakal, also etwa vom 5. bis zum 10. nördlichen Breitengrad. Im Süden werden die Grenzen zu Uganda oder Kenia nicht erreicht. Die Art bewohnt Grasländer und Savannen. Im Boma-Nationalpark hält sie sich in der Trockenzeit in offenen Savannen und Waldsavannen mit Hyparrhenia-Gras- und Akazienbeständen auf, in der Regenzeit in mittel- bis langgrasigen Landschaften.

## Lebensweise
Über die Lebensweise der Mongalla-Gazelle liegen nur wenige Informationen vor. Die Tiere sind tag- und dämmerungsaktiv. Sie leben sozial, weibliche Tiere bilden Herden aus mehr als fünf Individuen, die aber an reichhaltigen Weideplätzen auf bis zu 50 Individuen anwachsen können. Junge Männchen formen Junggesellen-Gruppen, ausgewachsene Männchen sind territorial. Hauptsächlich ernähren sich die Tiere grasend, wobei in der Trockenzeit junge Hyparrhenia-Gräser von Bedeutung sind. In dieser Zeit können auch weichere Pflanzenteile wie Blätter und Zweige verzehrt werden. In der Regenzeit bildet die Mongalla-Gazelle große Verbände mit anderen migratorischen Arten wie der Weißohr-Moorantilope (Kobus leucotis) und dem Tiang (Damaliscus tiang). Die Gazellenart folgt diesen und ist von den großen Antilopen abhängig, da letztere die langhalmigen Gräser fressen, so dass die kleinere Mongalla-Gazelle die kurzen und verdaulicheren, frisch gesprossenen Gräser abweiden kann. Der Nachwuchs kommt überwiegend zu Beginn der Regenzeit zwischen April und Juni zur Welt. Bedeutende Fressfeinde stellen der Löwe und der Gepard dar.

## Systematik
Die Mongalla-Gazelle ist eine Art aus der Gattung Eudorcas innerhalb der Tribus der Gazellenartigen (Antilopini). Ihre nächsten Verwandten stellen die beiden Vertreter der Thomson-Gazellen (Eudorcas thomsonii und Eudorcas nasalis) sowie die Rotstirngazelle (Eudorcas rufifrons) dar. Bisweilen wurde sie auch als Unterart dieser Gazellen angesehen. Die wissenschaftliche Erstbeschreibung stammt von Lionel Walter Rothschild aus dem Jahr 1903. Er führte die Art unter dem Namen Gazella albonotata anhand von Individuen vom östlichen Ufer des Weißen Nils rund 40 Meilen nördlich von Kero oder Kiri in Mongalla ein, was als Typusregion gilt.

## Bedrohung und Schutz
Die Mongalla-Gazelle ist gegenüber Nachstellungen weniger verwundbar als größere Antilopenarten. Aufgrund des sehr begrenzten Verbreitungsgebietes und des ungenügenden Wildtierschutzes innerhalb der Region besteht allerdings eine potentielle Gefährdung, falls sich etwa die Nachstellungen verstärken sollten. Der Gesamtbestand wird derzeit auf 278.000 Tiere geschätzt (Stand 2007), der jedoch starken Schwankungen unterworfen ist. Die Art kommt im Boma-Nationalpark und im Mongalla-Wildreservat noch in stabilen Populationen vor. Die IUCN stuft die Art als „nicht gefährdet“ (least concern) ein.